# Aukopf (Rothaargebirge)

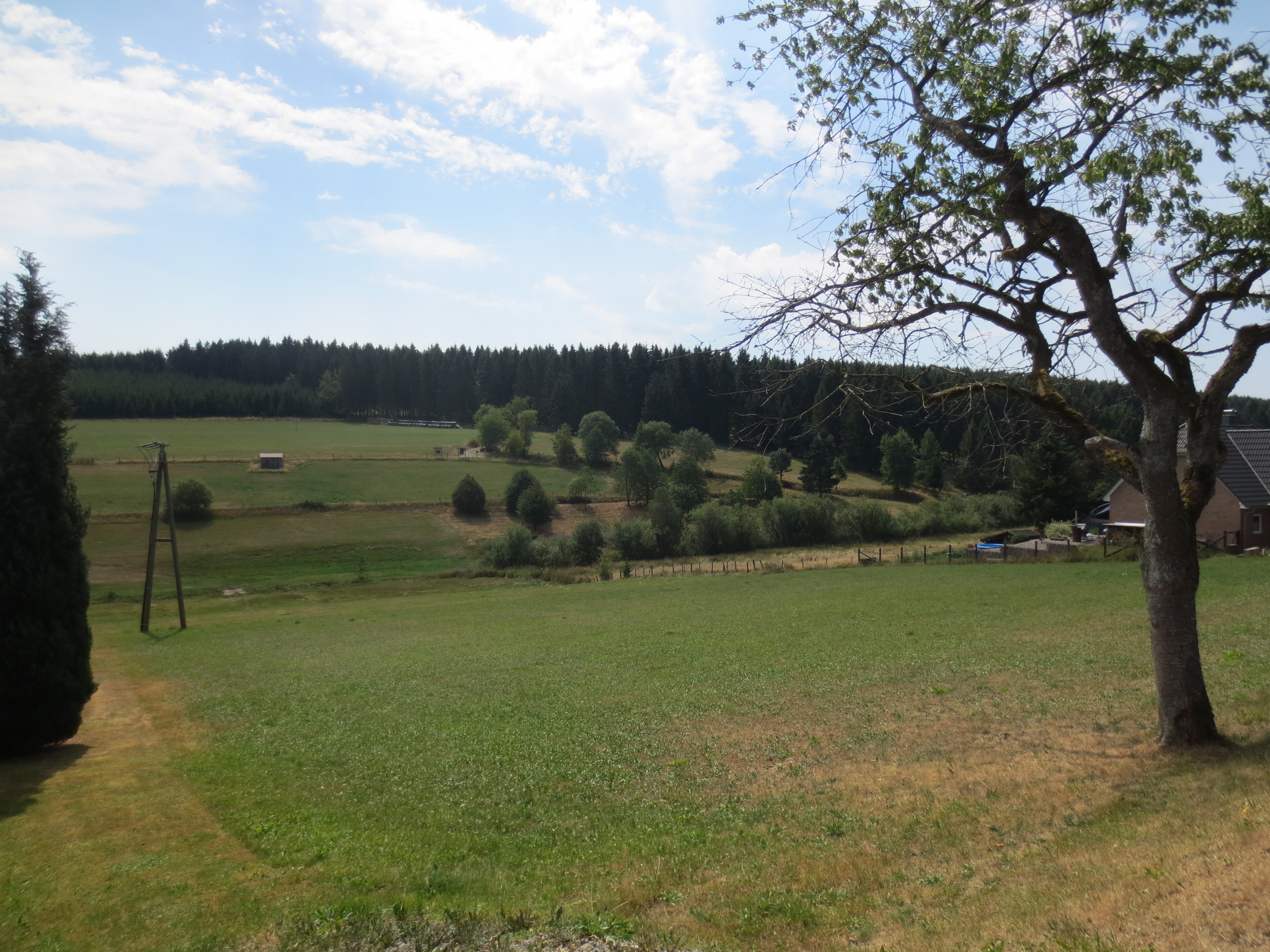
Talgrund in Benfe (Oberdorf), im Hintergrund der Berg „Aukopf“

Der Aukopf bei Benfe im nordrhein-westfälischen Kreis Siegen-Wittgenstein ist ein 645,5 m ü. NHN hoher Berg im Rothaargebirge.

## Geographie

### Lage
Der Aukopf befindet sich im Südteil des Rothaargebirges im Naturpark Sauerland-Rothaargebirge. Der Gipfel des zur Gemarkung von Nenkersdorf, einem Ortsteil von Netphen, gehörenden Berges liegt etwa 800 Meter (m) südlich von Waldheim (zu Benfe gehörig), 1,6 Kilometer (km) nordwestlich von Großenbach (zu Bad Laasphe) und etwa 3,3 km (jeweils Luftlinie) nordöstlich der Dorfkirche von Walpersdorf (zu Netphen). Südöstlicher Nachbar des Aukopfs ist der jenseits der Siegquelle gelegene Jägerhain (651,8 m) und nordwestlicher die jenseits der Benfe befindliche Oberste Henn (676,5 m), an deren Südflanke („Ederkopf“) die Ederquelle liegt.

### Naturräumliche Zuordnung
Der Aukopf gehört in der naturräumlichen Haupteinheitengruppe Süderbergland (Nr. 33), in der Haupteinheit Rothaargebirge (mit Hochsauerland) (333) und in der Untereinheit Dill-Lahn-Eder-Quellgebiet (333.0) zum Naturraum Ederkopf-Lahnkopf-Rücken (333.01).

### Berghöhe und Höhenangaben
Der Aukopf ist 644,9 m hoch. Rund 55 m nördlich des Gipfels ist auf topographischen Karten ein trigonometrischer Punkt auf 643,5 m Höhe verzeichnet und rund 60 m südsüdwestlich ein solcher auf 644,4 m Höhe.

### Rhein-Weser-Wasserscheide und Fließgewässer
Über den Aukopf verläuft die Rhein-Weser-Wasserscheide. Auf seinem Osthang entspringt der ostnordostwärts fließende Ahbach (Abach), der in Volkholz in die Lahn mündet. Auf dem Übergangsbereich zum nahen Jägerhain (650,7 m) liegt nordwestlich des Jägerhains die Siegquelle der südlich vom Aukopf verlaufenden Sieg. Lahn und Sieg entwässern in den Rhein. Auf dem Südwesthang des Aukopfs entspringt der südsüdwestwärts fließende Ahornbach, der weit oberhalb von Walpersdorf in die Sieg mündet. Nordwestlich am Berg vorbei verläuft durch Benfe der überwiegend nordwärts fließende Eder-Zufluss Benfe. Die Eder entwässert durch die Fulda in die Weser.

## Schutzgebiete
Auf dem Aukopf liegen Teile des Landschaftsschutzgebiets (LSG) Gemeinde Netphen (CDDA-Nr. 321048; 1987 ausgewiesen; 117,6 km² groß) und bis auf seine Ostflanke reichen solche des LSG Bad Laasphe (CDDA-Nr. 319747; 1988; 123,11 km²). Auf der Südflanke erstrecken sich bis in Gipfelnähe Teile des Fauna-Flora-Habitat-Gebiets Rothaarkamm und Wiesentäler (FFH-Nr. 5015-301; 34,46 km²).

## Verkehr und Wandern
Über den Südwest- und Südhang des Aukopfs führt von Lützel (zu Hilchenbach) vorbei am Berg und an der Siegquelle die nach Lahnhof (zu Nenkersdorf) an der Lahnquelle verlaufende Landesstraße 722. Sie verläuft in der Bergregion als Teil der Eisenstraße des Rothaargebirges, einer ehemaligen Handels- und Fernverkehrsstraße, die westlich vom Aukopf (nahe der Ahornbachquelle) die L 722 verlässt, um dann als etwa 900 m langer Waldweg zu verlaufen und südöstlich des Berges (nahe der Siequelle) wieder auf die L 722 zu stoßen. Südöstlich vom Aukopf kreuzt diese Straße die L 719 (Walpersdorf–Volkholz). Auf der Südwestflanke zweigt von der L 719 die westlich vorbei am Berg und dort die L 722 kreuzende L 720 ab, die in das nordnordöstlich des Aukopfs liegende Benfe führt. Nordöstlich vorbei am Aukopf verläuft der Rothaarsteig.